# Buochs
Buochs (toponimo tedesco) è un comune svizzero di 4 487 abitanti abitanti del Canton Nidvaldo.

## Geografia fisica

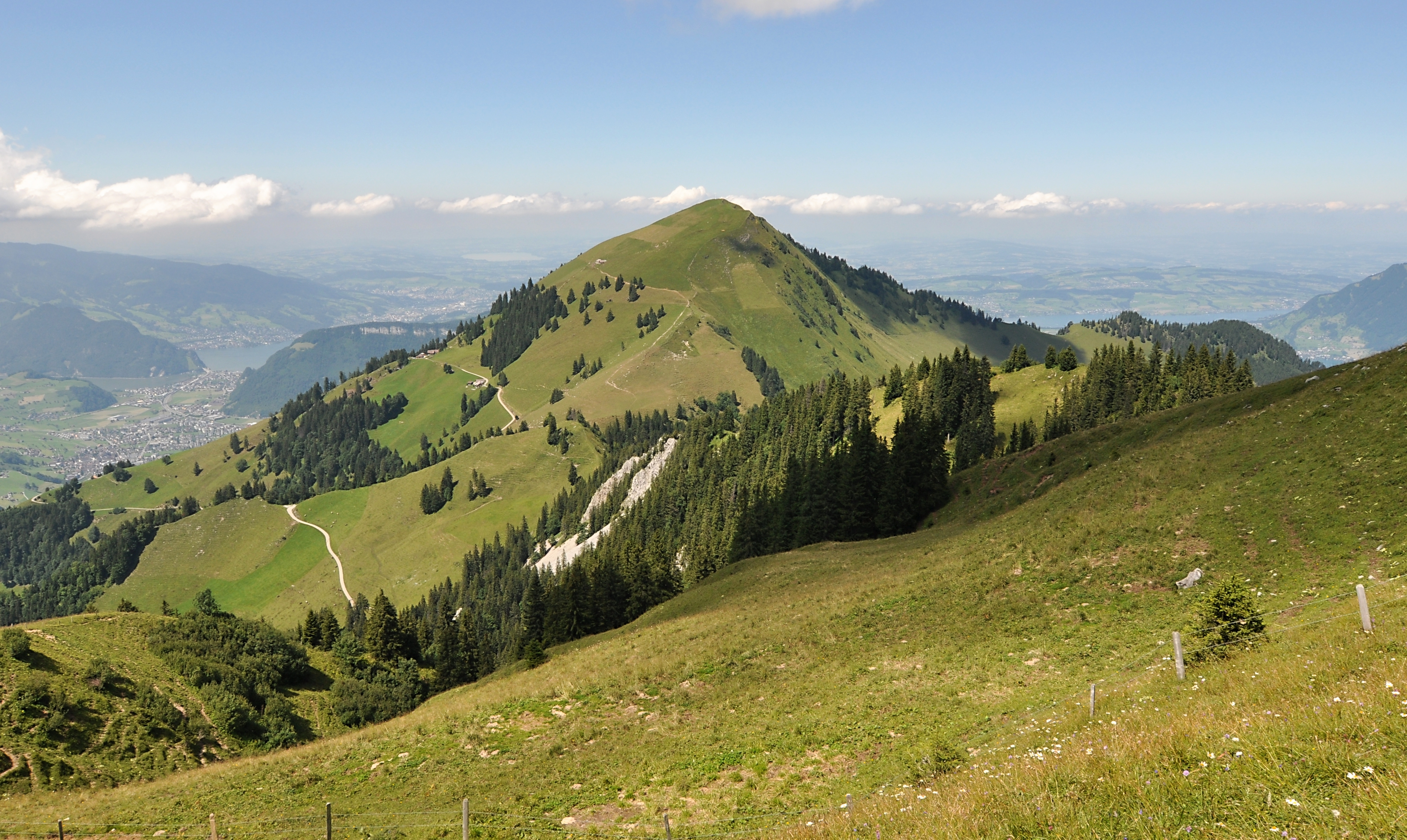
Il monte Buochserhorn

Il territorio del comune di Buochs si estende tra la sponda meridionale del lago dei Quattro Cantoni e il monte Buochserhorn ed è attraversato dal fiume Aa di Engelberg.

## Storia
Il comune politico di Buochs è stato istituito nel 1850.

## Monumenti e luoghi d'interesse
- Chiesa parrocchiale cattolica di San Martino, eretta nel X secolo e ricostruita nel 1802-1807 da Niklaus Purtschert[3].

## Società

### Evoluzione demografica
L'evoluzione demografica è riportata nella seguente tabella:
Abitanti censiti

## Economia
L'economia locale si basa prevalentemente sul settore terziario e sul pendolarismo in uscita.

## Infrastrutture e trasporti
Buochs è servito dall'omonima uscita dell'autostrada A2 e dalla Compagnia di navigazione del lago dei Quattro Cantoni; sul suo territorio si trova l'aeroporto di Buochs.